# Aïn El Hadjar (Bouira)
Pour les articles homonymes, voir Aïn El Hadjar.
Aïn El Hadjar (anciennement Aboutville lors de la colonisation) est une commune de la wilaya de Bouira en Algérie.

## Histoire
En 1958, la ville alors nommée Aboutville, fait partie de l'ancien département de Médéa. Après l'indépendance, elle prend le nom d'Aïn El Hadjar.